# Chaetodontidae
I pesci farfalla (Chaetodontidae) sono una famiglia di pesci ossei marini appartenenti all'ordine Perciformes.

## Distribuzione e habitat
I pesci farfalla Fanno parte della barriera corallina e preferiscono dei mari tropicali e subtropicali dove  sono diffusi nell'Oceano Atlantico, Indiano e Pacifico. Sono generalmente diurni e prediligono i bassi fondali (di solito fino a 18 metri, anche se alcune specie sono state segnalate anche a 180 metri di profondità). Di notte si nascondono fra le madrepore e possono assumere una diversa colorazione della pelle.

## Descrizione
I pesci farfalla sono così chiamati perché contraddistinti da una livrea variopinta, con bande o macchie orizzontali, verticali o diagonali, simili a quelle che si possono riscontrare sulle ali delle farfalle. La bocca è generalmente protesa in avanti.
La pinna dorsale è unica e composta da 6 a 16 spine. La pinna anale è composta solitamente da 3 spine e la pinna caudale può avere forma rotonda o troncata, ma mai biforcuta. 

Le dimensioni sono modeste e comprese tra 12 e 22 cm. L'esemplare che raggiunge le maggiori dimensioni è il Chaetodon lineolatus, che può raggiungere da adulto i 30 cm.

## Biologia

### Alimentazione
La maggior parte delle specie si nutre di coralli, microfauna recifale, uova di pesci e piccoli invertebrati. Altre specie invece prediligono le alghe filamentose o il plancton.

## Tassonomia
La famiglia comprende 128 specie, suddivise in 12 generi:
- Amphichaetodon
- Chaetodon
- Chelmon
- Chelmonops
- Coradion
- Forcipiger
- Hemitaurichthys
- Heniochus
- Johnrandallia
- Parachaetodon
- Prognathodes
- Roa

## Acquariofilia
Per le loro colorazioni vivaci, i pesci farfalla sono particolarmente apprezzati dagli acquariofili; le specie che si nutrono di plancton e quelle onnivore hanno maggiori possibilità di sopravvivere negli acquari.